# Мавзолей Негоша
Мавзолей Негоша — гробница последнего духовного правителя Черногории, митрополита Петра II Петровича-Негоша, расположена на вершине горы Ловчен. Он был построен на рубеже 60-х — 70-х годов XX века на месте православной часовни.

## История

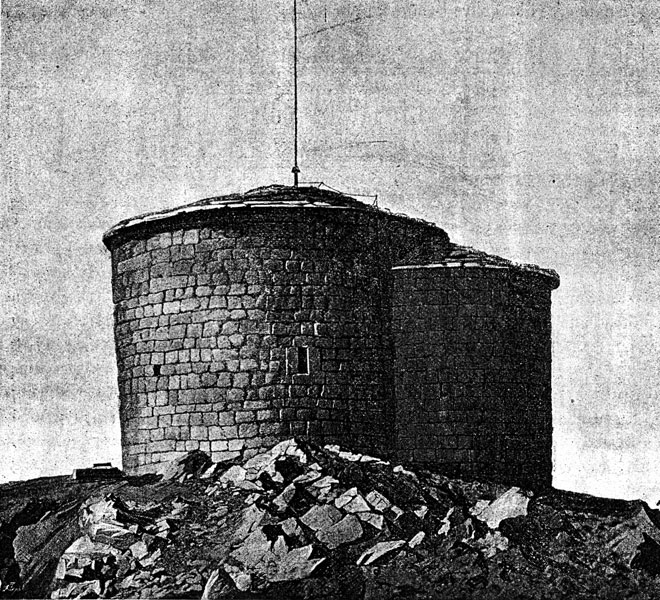
Негошева часовня до превращения её в мавзолей

В 1845 году Пётр II Петрович-Негош выразил желание быть после его смерти похороненным в часовне, основанной им на горе Ловчен. Но после его смерти в 1851 году, опасаясь возможного нападения на могилу турецкого паши Скадара (Шкодера), правителя решили захоронить в Цетинском монастыре, рядом с могилой его предшественника Петра I Петровича. 26 августа 1855 года его останки были перенесены на Ловчен. Прежде чем занять трон, князь Черногории Данило Петрович-Негош открыл саркофаг, чтобы увидеть разложилось ли тело умершего (нетленность останков в православии считается одним из оснований для причисления к лику святых, на том же основании был канонизирован предшественник Петра II), но к тому времени от него осталась только правая рука.
Во время Первой мировой войны австро-венгерская армия бомбила часовню на вершине горы и, после захвата Ловчена Австрией, в ночь с 12 на 13 августа 1916 года останки Петра II снова были перенесены в Цетинский монастырь. На месте разрушенной часовни планировалось возведение памятника захвату Ловчена Австро-Венгрией. В итоге этот план не был реализован. После Первой мировой войны главным архитектором Николаeм Петровичeм былa спроектированa реконструкция часовни, завершена 10 сентября 1925 года, и останки Петра II были вновь помещены в саркофаге на горе. В апреле 1942 года итальянские войска повредили часовню.
В 1951 году в связи с сотой годовщиной смерти Петра II Петровича-Негоша, власти Югославии решили снести часовню и построить на её месте совершенно новое здание, которое было спроектировано Иваном Мештровичем. Этот план вызвал споры — черногорцы говорили, что уничтожение часовни и замена её мавзолеем противоречило пожеланиям Негоша, который в своём завещании хотел быть погребён в церкви, основанной им. Несмотря на это, в конце 60-х часовня была разрушена, и к 1974 году на её месте был построен мавзолей, существующий и по сей день.

## Мавзолей сегодня
Мавзолей является малоэтажным строением из камня, с воротами, охраняемыми статуями двух черногорок. Внутри стоит 28-тонная статуя Петра II Петровича-Негоша. Крыша мавзолея покрыта золотом. На нижнем этаже мавзолея находится саркофаг правителя. Сегодня мавзолей является местной достопримечательностью, которую посещает много туристов. За мавзолеем находится смотровая площадка, откуда открывается вид на всю Черногорию.

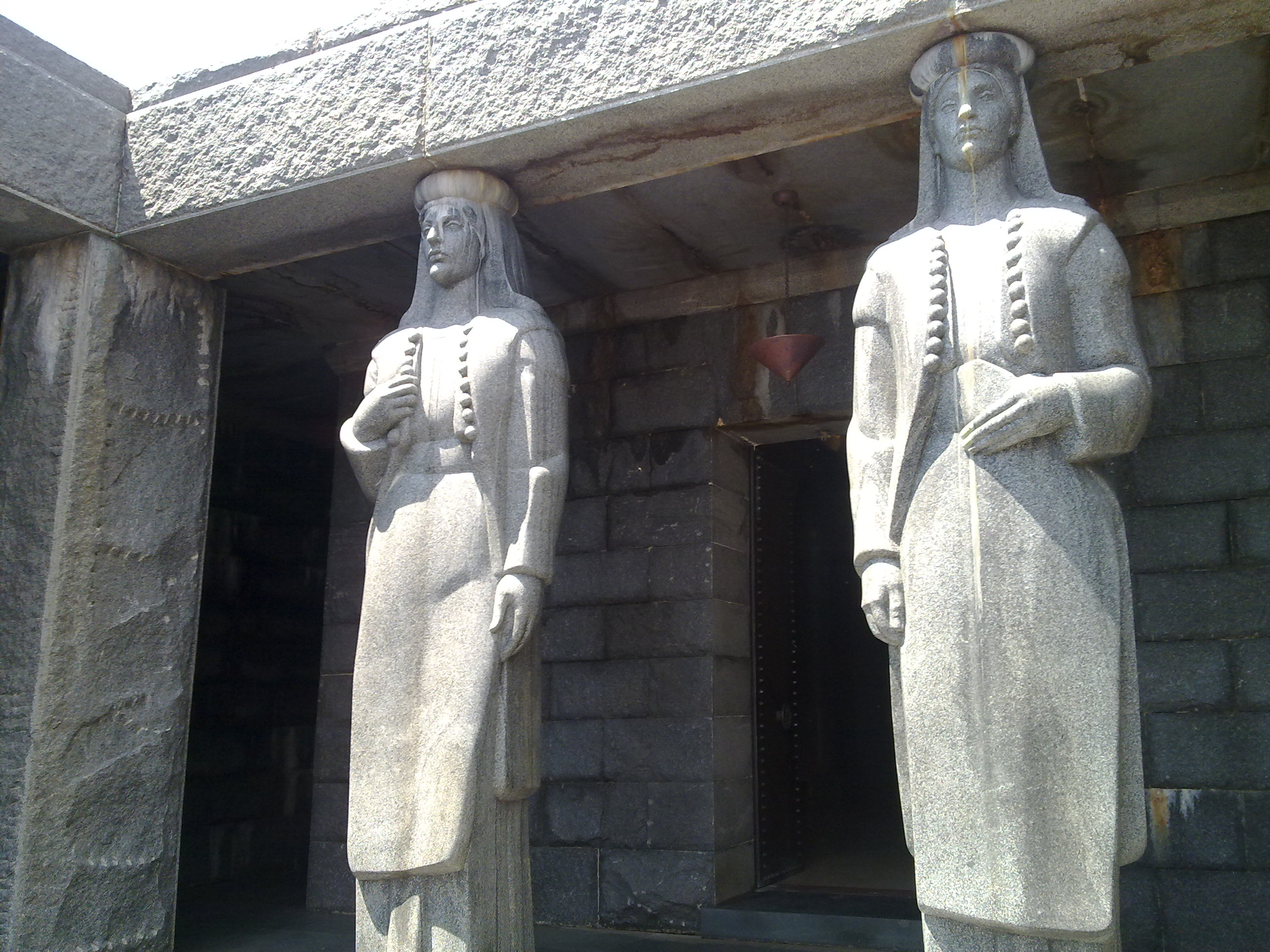
Статуи черногорок у входа в мавзолей
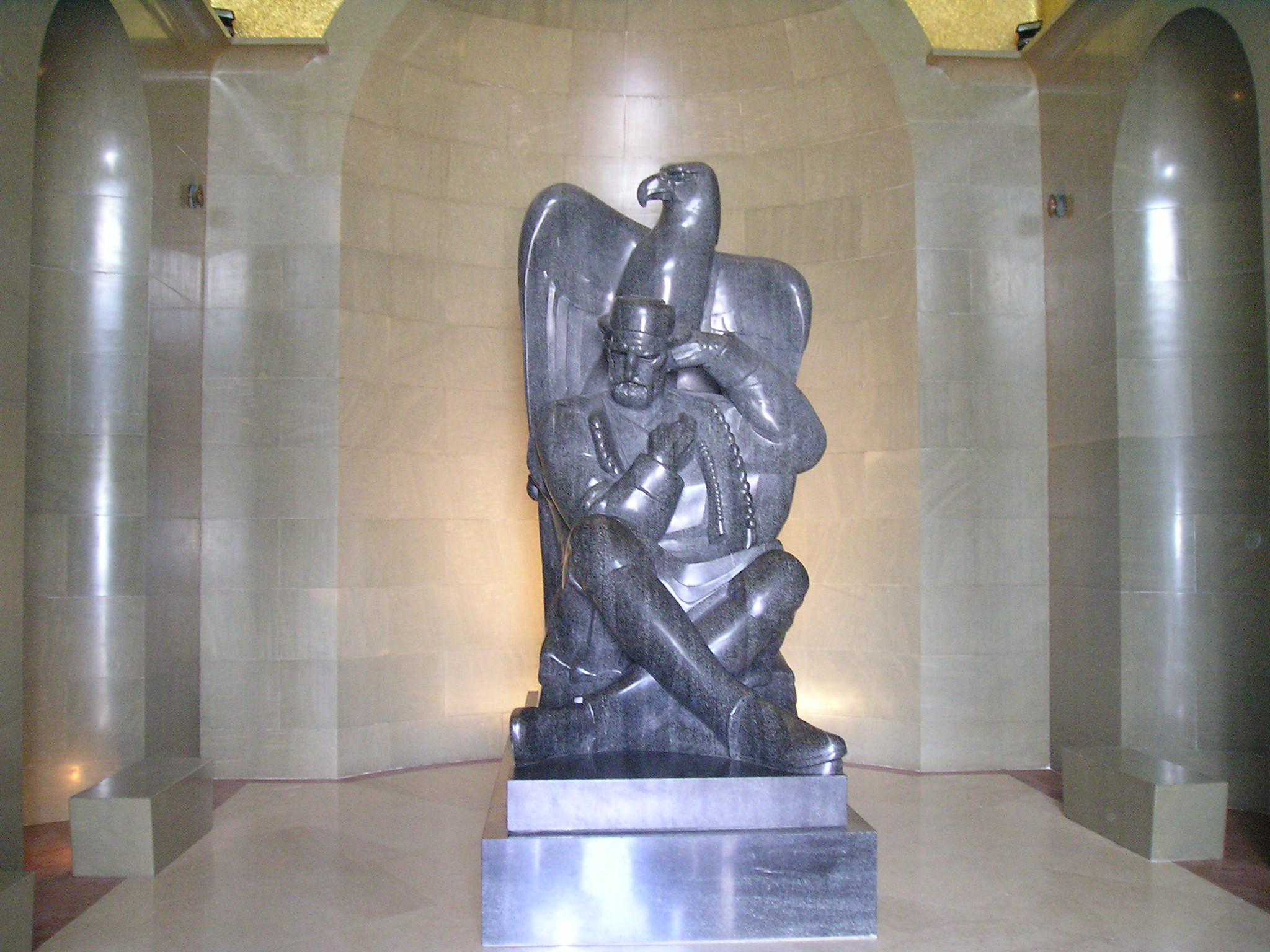
Статуя Петра Петровича-Негоша
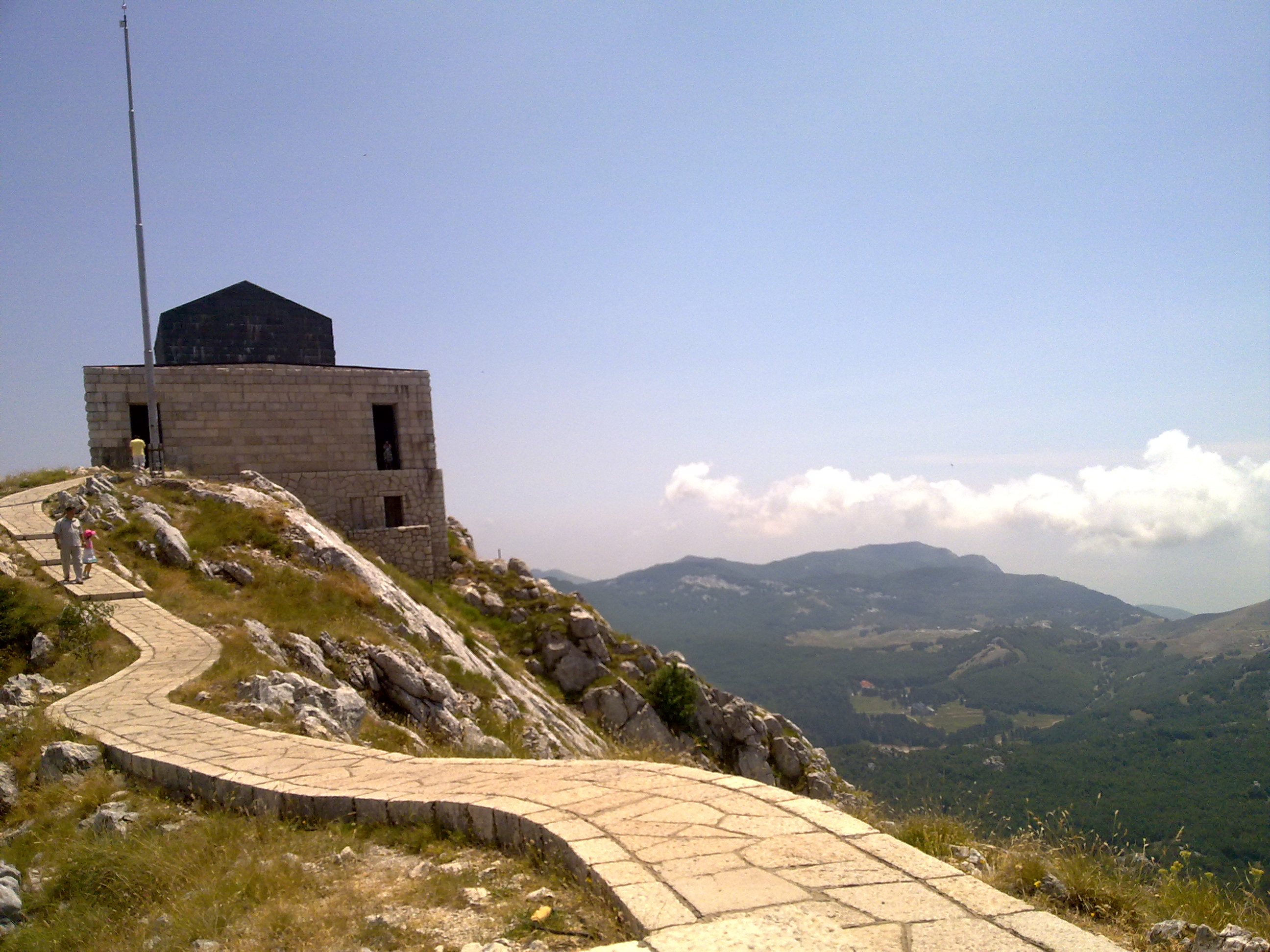
Мавзолей со смотровой площадки
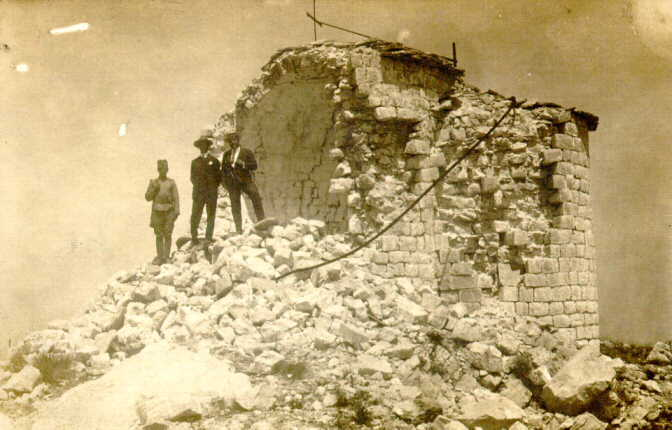
Мавзолей после Первой мировой войны